# Elisa Massai
Elisa Massai (1918 – 2003) è stata una giornalista italiana.

## Biografia
Figlia del giornalista e aviatore Mario Massai (1892-1939) e di Jole Piano, iniziò a lavorare come giornalista di moda quasi per caso, quando nel 1949 un suo collega del 24 Ore le chiese di scrivere un articolo sui buyer americani interessati ad alcuni stilisti dell'epoca, come Vanna, Fercioni e Noberasco, articolo che venne pubblicato in prima pagina. 
Era tra le cinque giornaliste chiamate da Giovanni Battista Giorgini al battesimo della moda italiana, il 12 febbraio del 1951 a Firenze.  
Massai, che scriveva per il Women’s Wear Daily, contribuì con i suoi articoli al successo della nuova via italiana alla moda. 
Considerata tra le decane più importanti delle croniste di moda, seguiva con occhio attento l’economia del settore lungo l’arco di tutta la sua carriera. 
Con Paolo Lombardi scrisse il lungo saggio Industria della maglieria nell’Alta Moda e nella moda pronta dal 1950 al 1980 per il volume La moda italiana, a cura di Grazietta Butazzi e Alessandra Mottola Molfino.

## Archivio
Elisa Massai ha donato nel 2002 alla Biblioteca Tremelloni del tessile e della moda 114 quadernoni con ritagli di articoli di moda tratti da riviste straniere.